# (52344) Yehudimenuhin
(52344) Yehudimenuhin ist ein Asteroid des Hauptgürtels, der vom belgischen Astronomen Eric Walter Elst am 18. Dezember 1992 am Observatoire de Calern (IAU-Code 010) nördlich der Stadt Grasse entdeckt wurde.
Der Himmelskörper wurde am 20. Juni 2015 nach dem US-amerikanischen Violinisten, Bratschisten und Dirigenten Yehudi Menuhin (1916–1999) benannt, der zu den bedeutendsten Geigenvirtuosen des 20. Jahrhunderts zählt. Neben seiner Tätigkeit als Solist und Dirigent gründete Menuhin ab 1957 Institutionen und Projekte in verschiedenen Ländern zur Förderung der Musik.